# Col du Mont Crosin
Col du Mont Crosin är ett bergspass i Schweiz.   Det ligger i distriktet Jura bernois och kantonen Bern, i den västra delen av landet, 40 km nordväst om huvudstaden Bern. Col du Mont Crosin ligger 1 227 meter över havet.
Terrängen runt Col du Mont Crosin är huvudsakligen kuperad, men norrut är den platt. Col du Mont Crosin ligger uppe på en höjd. Runt Col du Mont Crosin är det ganska glesbefolkat, med 39 invånare per kvadratkilometer.. Närmaste större samhälle är Biel, 16,7 km öster om Col du Mont Crosin. 
I omgivningarna runt Col du Mont Crosin växer i huvudsak blandskog.